# Glock 18
Glock 18 — австрийский автоматический пистолет производства Glock GmbH под калибр 9×19 мм Парабеллум. Предназначен для вооружения спецподразделений армии и полиции. Фото Glock 18 в варианте Glock 18C третьего поколения пистолетов Glock.
Glock 18 вызвал интерес полицейских и военных структур, однако он не получил ожидаемой популярности, в связи с малой эффективностью автоматического огня в сравнении даже с довольно компактными пистолетами-пулемётами. В целом пистолет Glock 18 унаследовал все достоинства базового пистолета Glock 17 и конструктивно с ним очень схож. Одним из отличий является рычаг переключения режима огня в левой задней части кожуха-затвора.
В популярной культуре часто образцы в качестве Glock 18 на самом деле являются конвертированными (с возможностью автоматического огня) Glock 17, как правило с магазином на 17 патронов. Если смотреть с игровой точки зрения, то этот пистолет очень популярный.

## Описание
Glock 18 был разработан в 1986 году для антитеррористического спецподразделения EKO Cobra (Einsatzkommando Cobra) австрийской федеральной полиции, которому требовалось лёгкое компактное оружие с возможностью стрельбы очередями. Glock 18 был создан на базе пистолета Glock 17 и отличается, прежде всего, наличием переводчика режима стрельбы, что позволяет вести огонь одиночными выстрелами или очередями. В последнем случае темп стрельбы составляет приблизительно 1200 выстрелов в минуту. Возможен выпуск вариантов, стреляющих как очередями по три выстрела, так и полностью автоматическим огнём, но не в одном образце. Glock 18 отличается также размерами направляющих рамы и затвора-кожуха, деталей УСМ и ствола, что сделано для исключения взаимозаменяемости с другими моделями, в целях недопущения переделки разрешённых на гражданском рынке оружия самозарядных пистолетов в автоматическое оружие.
Glock 18 легко отличить по выступающей за пределы затвора-кожуха дульной части ствола с интегрированным компенсатором реактивного типа, уменьшающим подброс оружия при стрельбе. В модели 18C отверстия в стволе совпадают с отверстиями в затворе-кожухе как в модели 17C.

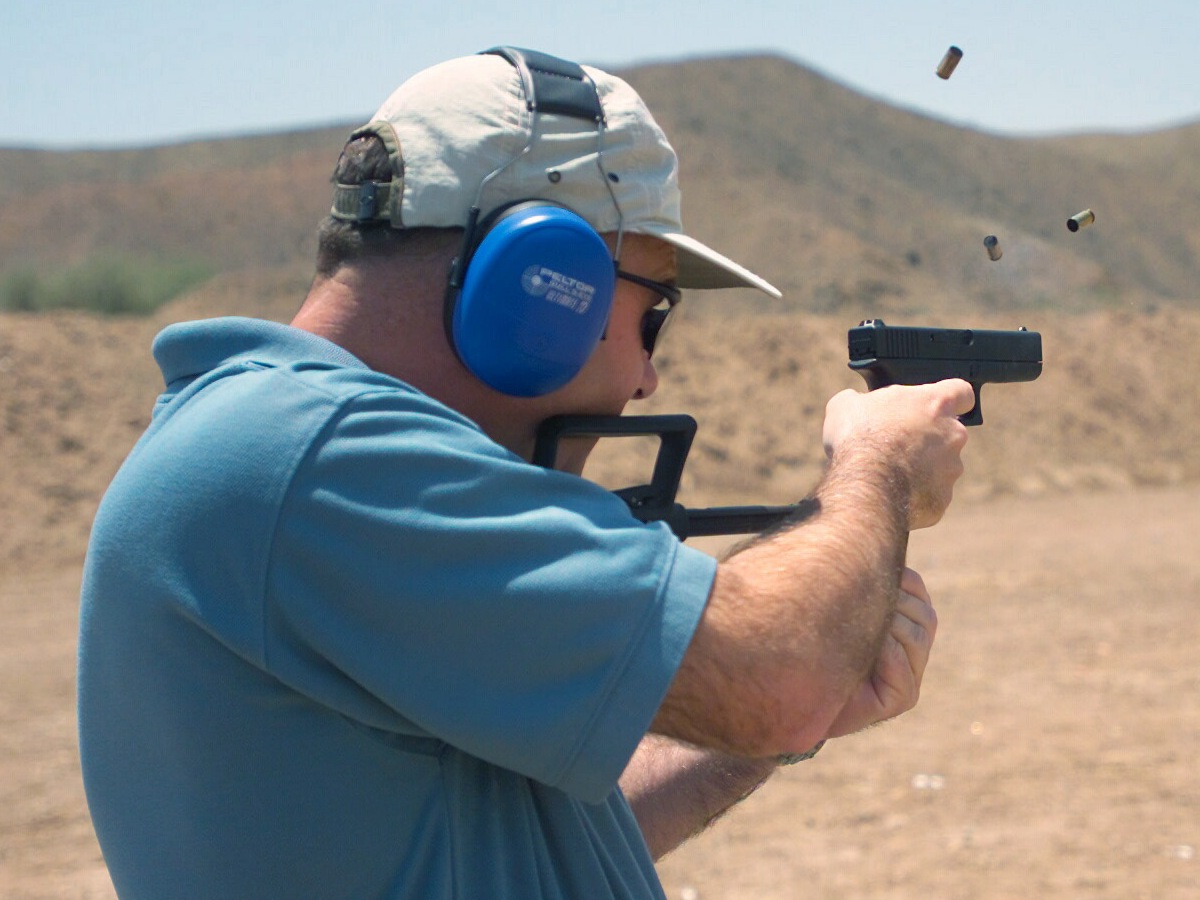
Glock 18 с плечевым упором

Прицельное приспособление выполнено съёмным и устанавливается в поперечных пазах типа «ласточкин хвост». Стандартно устанавливается нерегулируемое прицельное приспособление с нанесёнными белыми или светящимися (тритиевыми) точками для удобства прицеливания в условиях плохого освещения.
Питание пистолета боеприпасами осуществляется посредством двухрядных коробчатых магазинов с шахматным расположением 17 патронов и их выходом в один ряд. Были также разработаны магазины повышенной ёмкости на 19, 31 и 33 патрона. Полностью снаряжённый 31-патронный магазин в автоматическом режиме опустошается за две секунды. Помимо этого, существуют барабанные магазины Beta-C на 100 патронов. Отстрел на практике полного магазина ёмкостью 100 патронов с использованием приклада показал минимальное влияние отдачи при отсутствии задержек.
Ряд фирм выпускают для Glock 18 дополнительные аксессуары — тактические приклады, кронштейны для крепления коллиматорных прицелов или специальные приспособления, позволяющие использовать запасной магазин в качестве передней рукоятки удержания.

## Использование в массовой культуре

### В играх
- 007: Quantum of Solace
- 007: Nightfire
- 7.62 High Calibre
- Альфа: Антитеррор
- Альфа: Антитеррор. Мужская работа
- Калибр
- Battlefield 3
- Battlefield 4
- Battlefield Hardline
- Call of Duty: Modern Warfare 2
- Call of Duty: Modern Warfare 3
- Counter-Strike
- Counter-Strike: Global Offensive
- Counter-Strike 2
- CrossFire
- Escape from Tarkov
- Free Fire
- Half-Life: Day One (в релизной Half-Life показан вымышленный гибрид моделей Glock 17 и 18)
- Max Payne 3
- Medal of Honor: Warfighter
- Metal Gear Solid 4: Guns of the Patriots ( Представлен в виде Glock 18C с неизменным магазином в 33 патрона)
- Mirror's Edge
- Payday 2
- Point Blank
- Resident Evil 7: Biohazard
- Resident Evil: Revelations
- PlayerUnknown’s Battlegrounds
- Söldner: Secret Wars[англ.]
- Special Forces Group 2
- Syphon Filter
- Rainbow Six: Vegas
- Tom Clancy’s Ghost Recon Advanced Warfighter
- Tom Clancy’s Ghost Recon Advanced Warfighter 2
- Warface
- Stalcraft: X

### В фильмах
- 007: Координаты «Скайфолл»
- Ганмен
- Из Парижа с любовью
- Матрица: Перезагрузка — в сцене на шоссе, в руках Морфеуса.
- Несносные боссы
- Револьвер
- Рейд 2
- Тёмный рыцарь — в сцене в банке, и в сцене в автомобильном тоннеле в руках у Джокера, вопреки распространённому мнению, модифицированный Glock 17 Two-Tone Full Auto, так как у него отсутствует переключатель между режимами стрельбы.
- Терминатор 3: Восстание машин — в сцене в бункере, в руках Джона Коннора.